# 멜뤼진 마양스
멜뤼진 마양스(Mélusine Mayance, 1999년 3월 21일 ~ )는 프랑스의 배우이다.